# Col de Vars
De Col de Vars is een 2109 meter hoge bergpas in de Franse Alpen die de verbinding vormt tussen Saint-Paul-sur-Ubaye en Vars. De pashoogte vormt de grens tussen de departementen Hautes-Alpes en Alpes-de-Haute-Provence. De pasweg is gewoonlijk het gehele jaar voor verkeer geopend.
De Col de Vars is meermaals opgenomen in de wielerkoers Ronde van Frankrijk. Als eerste passeerden de top:
- 1922:  Philippe Thys
- 1923:  Francis Pélissier en Henri Pélissier
- 1924:  Nicolas Frantz
- 1925:  Bartolomeo Aimo
- 1926:  Bartolomeo Aimo
- 1927:  Nicolas Frantz
- 1933:  Vicente Trueba
- 1934:  René Vietto
- 1935:  Félicien Vervaecke
- 1936:  Julián Berrendero
- 1937:  Edward Vissers
- 1938:  Gino Bartali
- 1939:  Edward Vissers
- 1947:  Jean Robic
- 1948:  Jean Robic
- 1949:  Ferdy Kübler
- 1950:  Louison Bobet
- 1951:  Fausto Coppi
- 1953:  Adolphe Deledda
- 1955:  Charly Gaul
- 1958:  Nino Cattalano
- 1960:  Imerio Massignan
- 1962:  Eddy Pauwels
- 1964:  Julio Jiménez
- 1965:  Cees Haast
- 1967:  Georges Chappe
- 1969:  Gabriel Mascaro
- 1972:  Raymond Delisle
- 1975:  Joop Zoetemelk
- 1986:  Eduardo Chozas
- 1989:  Bruno Cornillet
- 1993:  Davide Cassani
- 2000:  Jens Heppner
- 2017:  Alexey Lutsenko
- 2019:  Tim Wellens
- 2024:  Richard Carapaz